# Thestor barbatus
The Bearded Skolly (Thestor barbatus) là một loài bướm ngày thuộc họ Bướm xanh. Nó được tìm thấy ở Nam Phi, ở đó nó is only known from the West Cape in Nama Karoo at the Paardenberg và in miền bắc foothills of the Outeniqua Mountains.
Sải cánh dài 32–38 mm đối với con đực và 36–40 mm đối với con cái. Con trưởng thành bay vào tháng 12. Có một lức một năm.